# Pseudomesus pitombo
Pseudomesus pitombo is een pissebed uit de familie Desmosomatidae. De wetenschappelijke naam van de soort is voor het eerst geldig gepubliceerd in 2007 door Kaiser & Saskia Brix.